# Kem (fleuve)
Pour les articles homonymes, voir Kem.
Le fleuve Kem (en russe : Кемь ; en finnois : Kemijoki) est un cours d'eau de la république de Carélie, en Russie, qui se jette dans la mer Blanche.

## Géographie

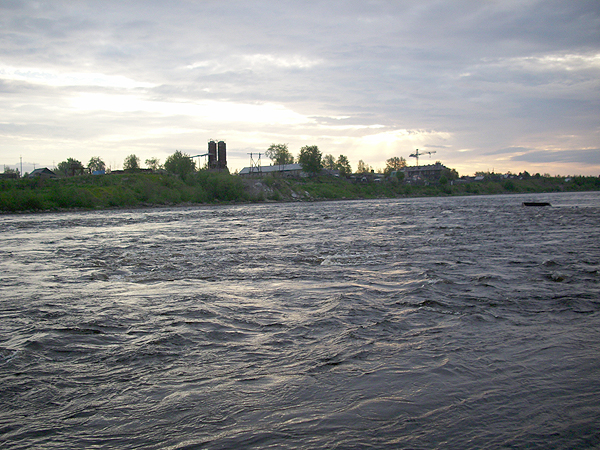

Le fleuve est un émissaire du lac Nijnie Kouïto (en russe : Нижнее Куйто) et traverse plusieurs lacs avant d'aboutir dans la mer Blanche.
Le Kem a un régime nivo-pluvial. Le débit moyen mesuré à 18 km de l'embouchure est de 258 m3/s. Le Kem est gelé du début du mois de novembre à la première quinzaine de mai.
Cinq centrales hydroélectriques se succèdent sur le cours du fleuve. La ville de Kem est située à l'embouchure du Kem sur la mer Blanche.

## Affluents
Ses affluents principaux sont : 
- Le Tchirka-Kem,
- La Kepa
- La Chomba

## Hydrométrie - Les débits à la station de Podoujemye
Le Kem est un cours d'eau abondant en toutes saisons. Le débit du fleuve a été observé pendant 43 ans (sur la période 1917-1966) à Podoujemye, localité située à quelque 18 kilomètres en amont de son embouchure dans la baie d'Onega.
À Podoujemye, le débit annuel moyen ou module observé sur cette période était de 258 m3/s pour un bassin versant de 26 000 km2. 
La lame d'eau d'écoulement annuel dans le bassin se montait à 190 millimètres, ce qui est fort modéré pour la région du grand nord russe.
Le débit moyen mensuel observé en mars (minimum d'étiage) est de 97,4 m3/s, soit plus ou moins 20 % du débit moyen du mois de juin, principal mois de crue (499 m3/s), ce qui montre une faible amplitude des variations saisonnières du débit. Sur la durée d'observation de 43 ans, le débit mensuel minimal a été de 24,3 m3/s (en mars 1956), tandis que le débit mensuel maximal s'élevait à 789 m3/s (en juin 1955).